# Zindah Jan (distrikt)
Zindah Jan är ett distrikt i Afghanistan. Det ligger i provinsen Herat, i den västra delen av landet, 700 kilometer väster om huvudstaden Kabul. Administrativ huvudort är Zindah Jan.
Distriktet beräknades år 2022 ha cirka 67 000 invånare.